# Justina Ireland
Justina Ireland (French Camp, 7 de febrero de 1985) es una autora estadounidense de ciencia ficción y fantasía de ficción para jóvenes adultos y ex editora en jefe de la revista literaria FIYAH. Recibió el Premio Mundial de Fantasía 2018 por Obra no Profesional. Su novela Dread Nation, best seller del The New York Times, ganó el premio Locus 2019 y fue nominada a los premios Andre Norton, Bram Stoker y Lodestar.

## Biografía
Cuando era adolescente, Ireland aspiraba a convertirse en historiadora. Se alistó en el ejército a los diecinueve años, donde serviría como experta en lingüística árabe. Actualmente radicada en York, Pensilvania, trabaja para la Marina de los EE. UU. como directora de logística y apoyo de sistemas de armas, y enseña escritura creativa en el York College de Pensilvania, donde es profesora adjunta en el departamento de Comunicación y Escritura.
Ireland tiene una licenciatura en Historia de la Armstrong Atlantic State University y una maestría en Escritura para Niños y Jóvenes Adultos de la Hamline University, donde escribió una tesis sobre "microagresiones en la literatura infantil". Actualmente está cursando su doctorado en Literatura Inglesa.

## Escritura
Ireland es conocida por escribir personajes femeninos fuertes y por abordar cuestiones de raza, clase, poder, misoginia, sexismo y colorismo en su ficción. Trabaja como guionista para Marvel Comics.

### Dread Nation
Su novela más conocida, Dread Nation, es una historia alternativa ambientada en los Estados Unidos del siglo XIX. En esta línea de tiempo, la Guerra Civil termina cuando los zombis emergen de sus tumbas en Gettysburg. Posteriormente los esclavizados son liberados, pero los niños negros e indígenas son entrenados para luchar contra los no muertos y proteger la nación. La protagonista, Jane McKeene, es una adolescente birracial enviada a una prestigiosa escuela de combate donde entrena con la esperanza de ser asignada a una familia blanca adinerada.
Dread Nation recibió críticas en su mayoría positivas que elogiaron a Ireland por su hábil enfoque para tratar cuestiones difíciles relacionadas con la esclavitud y su legado. Kirkus Reviews escribió: "Con una protagonista de color astuta y con guadaña, Dread Nation es una lectura obligada y emocionante". School Library Journal, en su reseña, afirmó: "Ireland trabaja hábilmente en las diferentes formas de esclavitud, mental y física, en una historia compleja y atrapante" y declaró que la novela es "una mezcla perfecta de horrores reales e imaginarios". Alex Brown de Tor.com escribió: "Dread Nation es el ejemplo perfecto de por qué necesitamos más diversidad en el grupo de autores para jóvenes adultos. Sólo una mujer afroamericana podría escribir Dread Nation".

## Lucha y activismo
Ireland es conocida por ser una firme defensora de la diversificación de la literatura juvenil. Lila Shapiro, en un artículo de 2018 en New York, la llamó "la guerrera líder de Twitter para jóvenes adultos". Ella ha expresado abiertamente la necesidad de que haya más autores de color y de historias que presenten personajes de color en la literatura para jóvenes adultos.
Ireland también es la fundadora de Writing in the Margins, una organización que ofrece tutoría a escritores de grupos históricamente marginados.

## Vida personal
Ireland está casada y tiene un hijo. La familia vive junta en York, Pensilvania.

## Premios y nominaciones
| Año  | Candidato                   | Premio                               | Categoría                                       | Resultado |
| ---- | --------------------------- | ------------------------------------ | ----------------------------------------------- | --------- |
| 2018 | FIYAH (con Troy L. Wiggins) | Premios mundiales de fantasía        |                                                 |           |
| 2018 | Dread Nation                | Premio Bram Stoker                   | Adulto joven                                    |           |
| 2018 | Dread Nation                | Premios Goodreads Choice             | Fantasía y ciencia ficción para adultos jóvenes | Nominada  |
| 2019 | Dread Nation                | Premio Lodestar                      |                                                 |           |
| 2019 | Dread Nation                | Premio Locus                         | Adulto joven                                    | Ganadora  |
| 2019 | Dread Nation                | Premio Nebula                        | Premio Andre Norton                             |           |
| 2020 | Deathless Divide            | Premio Damas de la Ficción de Terror | Adulto joven                                    | Nominada  |
| 2021 | Deathless Divide            | Premio Locus                         | Adulto joven                                    | Nominada  |

### Novelas independientes
- Ireland, Justina (2013). Vengeance Bound. Simon & Schuster Books for Young Readers. ISBN 9781442444621.
- Ireland, Justina (2014). Promise of Shadows. Simon & Schuster Books for Young Readers. ISBN 9781442444645.
- Ireland, Justina (2018). Scream Site (en inglés). Capstone Editions. ISBN 9781630791025.
- Ireland, Justina (2021). Ophie's Ghosts. Balzer + Bray. ISBN 9780062915894.
- Ireland, Justina (2022). Rust in the Root. Balzer + Bray. ISBN 9780063038226.

### SerieDread Nation
- Ireland, Justina (2018). Dread Nation. Balzer + Bray. ISBN 9780062570604.
- Ireland, Justina (2020). Deathless Divide. Balzer + Bray. ISBN 9780062570635.
- Ireland, Justina (2020). Three for the Road: Stories from Dread Nation.
  - "Dread South" (2017)
  - "Letters From Home" (2018)
  - "Dread Quarter" (2020)

### Devil's Pass
- Ireland, Justina (2017). Evie Allen vs. the Quiz Bowl Zombies. Stone Arch Books. ISBN 9781496549884.
- Ireland, Justina (2017). Jeff Allen vs. the Time Suck Vampire. Stone Arch Books. ISBN 9781496549860.
- Ireland, Justina (2017). Tiffany Donovan vs. the Cookie Elves of Destruction. Stone Arch Books. ISBN 9781496549877.
- Ireland, Justina (2017). Zach Lopez vs. the Unicorns of Doom. Stone Arch Books. ISBN 9781496549891.
- Ireland, Justina (2018). Tiffany Donovan vs. the Poison Werewolves. Stone Arch Books. ISBN 9781496565259.
- Ireland, Justina (2018). Zach Lopez vs. the Shadow Cats. Stone Arch Books. ISBN 9781496565242.

### Contribucionesa Star Wars

#### Flight of the Falcon
- Ireland, Justina (2018). Star Wars: Lando's Luck. Disney Lucasfilm Press. ISBN 9781368041508.

#### Viaje a Star Wars: El ascenso de Skywalker
- Ireland, Justina (2019). Spark of the Resistance. Disney Lucasfilm Press. ISBN 9781368050814.

#### The High Republic
- Serie La Luz de los Jedi
  - —— (2021). A Test of Courage. Disney Lucasfilm Press. ISBN 9781368057301.
  - —— (2021). Out of the Shadows. Disney Lucasfilm Press. ISBN 9781368060653.
  - —— (2022). Mission to Disaster. Disney Lucasfilm Press. ISBN 9781368068000.

- Starlight:
  - —— (2021). "Hidden Danger Part 2". Star Wars Insider: The High Republic – Starlight Stories. Disney Lucasfilm Press. ISBN 9781787738652.
  - —— (2021). The Edge of Balance Vol. 1. Viz Media. ISBN 9781974725885.
  - —— (2022). Path of Deceit. Disney Lucasfilm Press. ISBN 9781368076128.

### Contribuciones a antologías
| Año  | Contribución                             | Antología                                                 | Editor                                                               | ISBN |
| ---- | ---------------------------------------- | --------------------------------------------------------- | -------------------------------------------------------------------- | ---- |
| 2015 | "Such a Lovely Monster" (historia corta) | Among the Shadows: Thirteen Stories of Darkness and Light | publicado por Demitria Lunetta, Mindy McGinnis y Kate Karyus Quinn   |      |
| 2017 | "Dread South" (historia corta)           | Three Sides of a Heart: Stories About Love Triangles      | publicado por Natalie C. Parker                                      |      |
| 2017 | "Jackie's Story"                         | Feral Youth                                               | publicado por Shaun David Hutchinson, Suzanne Young, Marieke Nijkamp |      |
| 2019 | "Calendar Girls" (historia corta)        | A People's Future of the United States                    | publicado por John Joseph Adams, Víctor LaValle                      |      |
| 2019 | "Kissing Sarah Smart"                    | Black Enough: Stories of Being Young & Black in America   | publicado por Ibi Zoboi                                              |      |
| 2020 | "Melie" (novela corta)                   | A Phoenix First Must Burn                                 | publicado por Patrice Caldwell                                       |      |
| 2021 | "I Know the Way"                         | This Is Our Rainbow: 16 Stories of Her, Him, Them, and Us | publicado por Katherine Locke y Nicole Melleby                       |      |